# Мадхьяндина
Мадхьяндина (Mâdhyandina) — ведийская школа (шакха) брахманов, составляющая подразделение школы Ваджасанеи (Vajasaneyi; школа Яджур-веды). Имела свою собственную астрономическую систему и свое название получила от полудня (madhya-dina = «середина дня»), который принимала за отправную точку при определении движения планет.
Этой школе приписывается «Шатапатха-брахмана».